# Gaspar Ribadeneira
Gaspar Ribadeneira (Toledo, 1611 - Madrid, 1675), jesuita, teólogo y escritor español.

## Biografía
Estudió teología en Alcalá con el vazqueciano Juan Antonio Usón. a mitad de la década de los cuarenta empezó el mismo a enseñar dogmática, encontrando dificultades para imponerse a su celebérrimo y más naciano colega Sebastián Izquierdo. En 1667 accedió a una de las dos cátedras de prima y parece haber tenido mucha audiencia, hasta el punto que se escribió que enseñaba a todos los jesuitas de la provincia. Abandonó la enseñanza en 1671, y murió preparando para la edición su Metafísica, quedó en estado manuscrito, lo mismo que su lógica, su física y una gran parte de su teología. Se guardan sin embargo diversos comentarios a Santo Tomás típicos del XVII, entre los cuales hay un Tractatus de praedestinatione sanctorum et reprobatione impiorum (Alcalá, 1652); descontento con esta versión, retomó toda la cuestión entre 1656/57; también un Tractatus de scientia Dei (Alcalá, 1653), Tractatus de voluntate Dei (Alcalá, 1655) y Tractatus de actibus humanis in genere (Alcalá, 1655). Como Francisco Suárez, Ribadeneira defiende una doctrina de la predestinación ante praevisa merita, pero rehúsa considerar las buenas acciones como predefinidas sobre la base de una scientia media. Le opone en ese punto el concepto de decretum concomitans, concepto escotista que le valió diversas críticas en el seno de su orden (controversias con su amigo jesuita Antonio Bernardo de Quirós), pero, en revancha, le sostienen los escotistas locales de Alcalá (Juan Sendín Calderón). De una manera general, sigue tanto a Scoto como a Tomás, e intenta conciliarlos en su teoría de los posibles. Por otra parte, se puede suponer que su De voluntate Dei ha popularizado la fórmula de la necessitas moralis Dei ad optimum, desarrollada por la teología sevillana y popularizada por Leibniz.

## Obras
- De praedestinatione Sanctorum et reprobatione impiorum in primam partem sancti Thomae quaest. 22. 23. et 24
- Tractatus de scientia Dei in Primam Partem S. Thomae Quaestione 14 (Compluti, 1653)
- Tractatus de voluntate Dei in primam partem S. Thom. quaest. 19 et 20 (Compluti, 1655)
- Tractatus de actibus humanis in genere in 1.2. D. Thomae a quaest. 6 (Compluti, 1655)
- Extant eiusdem theses impressae in charta expansa, anno 1646 et in reliquis annis (Alva y Astorga, Militia universalis pro Immac. Concept., col. 494).
- Declaración de algunas proposiciones de mi obras impressas con algunas cosas concernientes a ellas, s.l.n.d., manuscrito.